# Rättsstat
En rättsstat är en uppsättning politiska och juridiska principer som reglerar utövandet av den offentliga makten. I en rättsstat bygger det juridiska systemet på förutsägbara regler som tillämpas på ett objektivt sätt. För att reglerna som skapas också i praktiken ska efterlevas krävs det ett oberoende rättsväsen. Den verkställande offentliga makten ska i en rättsstat enbart verka inom de ramar som satts upp genom lagstiftning. Den offentliga makten ska dessutom utövas i enlighet med demokratiska principer och grundläggande medborgerliga rättigheter. En princip i rättsstaten är att alla människor ska vara lika inför lagen.
Ordet rättsstat är först känt från Robert von Mohl som satte det i motsats till polisstat. Rättsstaten kan även beskrivas som den enskildes rättsskydd mot staten själv eller övergrepp från staten. 
Europeiska unionen definierar rättsstaten eller rättsstatsprincipen som att all offentlig makt utövas inom lagstiftningens ramar, att den offentliga makten utövas i enlighet med demokrati och grundläggande rättigheter, samt under överinseende av domstolar som är oberoende och opartiska.
En rättsstat innebär frihet från godtycke för den enskilde: Varje enskilt fall behandlas i enlighet med ett etablerat regelverk. Däremot behöver detta regelverk inte uppfylla några särskilda krav på att vara demokratiskt eller rättvist. En demokrati förutsätter således en rättsstat, men en rättsstat behöver inte vara en demokrati.[källa behövs]
För att säkerställa frånvaro av godtycke i behandlingen av den enskilde ställs vanligen vissa mer preciserade krav på en rättsstat. Exempel inkluderar att den anklagade i en rättegång betraktas som oskyldig tills motsatsen bevisats (oskuldspresumtion) och att rättegångar skall vara öppna. Likaså ställs krav på en lagbunden och rättssäker offentlig förvaltning på den statliga och kommunala förvaltningsnivån.
Rättsstaten brukar också skiljas från polisstaten, där ordningsmakten är total, och anarkin, där ingen ordningsmakt finns.

## Sverige
Sveriges regering har beskrivit hur den ser på definitionen av rättsstatsprincipen:
"Rättsstatsprincipen innebär att ingen får stå ovanför eller utanför lagen, att staten och statsorganen är skyldiga att följa gällande rätt och att det finns garantier mot missbruk av statsmakten. Förutom formell legalitet som innebär att lagar följs krävs dessutom att lagar stiftas och tillämpas utan diskriminering och med respekt för individens värdighet och mänskliga rättigheter. Det krävs likhet inför lagen och ett oberoende och fungerande rättsväsende som alla har tillgång till, rätt att få anklagelser om brott utredda och prövade inom en rimlig tid i en rättvis rättegång inför en oberoende och opartisk domstol, samt förbud mot godtyckligt frihetsberövande. Ett fungerande rättsväsende kräver okorrumperade poliser och åklagare, oberoende advokater, en obunden och opartisk domarkår, samt att domstolarnas beslut efterlevs." (Skr. 2007/08:109 s. 16).

### Rättslig reglering
Rättsstatens principer finns i den svenska rättsordningen uttryckta i bland annat regeringsformen (RF). I 1 kapitlet 1 § 3 st. framgår legalitetsprincipen: att all offentlig makt utövas under lagarna. I RF 1 kap. 9 § fastställs objektivitetsprincipen, att: "Domstolar samt förvaltningsmyndigheter och andra som fullgör offentliga förvaltningsuppgifter ska i sin verksamhet beakta allas likhet inför lagen samt iaktta saklighet och opartiskhet". Från 2010 kompletterades regeringsformen med ett avsnitt om rättssäkerhet. I avsnittet beskrivs rättsprinciper om att ingen får dömas ohörd, förbud mot retroaktiv lagstiftning för vissa rättsområden, rätten till en rättvis rättegång inom skälig tid, samt principen om att straff måste ha stöd i lag.
I den senaste ändringen av förvaltningslagen återfinns numera flera rättsstatliga principer som offentlig förvaltning måste beakta, bland annat i §§ 5-8.